# Ford Sidevalve
Ford Sidevalve — бензиновый двигатель внутреннего сгорания с плоской головкой блока цилиндров, который выпускался британским подразделением Ford Motor Company. Впервые был представлен в 1932 году на Ford Model Y. Объём варьировался от 933 до 1172 см3, а мощность — от 8 до 10 л. с. В стандартной комплектации ранних двигателей не было водяного охлаждения, вместо него применялся термосифон, как у Model T. Водяной насос был добавлен в 1953 году с появлением модели 100E, у которой некоторые технические характеристики ранней и более поздней серий идентичны. Sidevalve применялся во многих небольших автомобилях Ford, а также в сельскохозяйственной технике, коммерческих автомобилях и морском транспорте. Производство двигателя завершилось в 1962 году. В Великобритании преемником Sidevalve стал Kent, а в Германии — Taunus V4.

## Модификации
Было исследовано множество способов повышения мощности стандартного двигателя, в первую очередь, специальные выпускные коллекторы, сдвоенные карбюраторы, более жёсткие пружины клапанов, более тонкие прокладки головки блока цилиндров и модифицированные распределительные валы. Наиболее сложной настройкой производительности была переделка головки верхнего впускного клапана от Wilmont и Elva, которая могла быть сконструирована для выработки мощности более 70 л. с.

## Номинальная мощность
Номинальная мощность в лошадиных силах, указанная для каждого объёма двигателя, основана на британском методе расчёта мощности для достижения целей дорожного налогообложения и не имеет отношения к фактической выходной мощности. Рабочий объём, диаметр цилиндра, ход поршня и количество цилиндров определяли мощность для достижения целей дорожного налогообложения.

## Трансмиссии
В стандартной комплектации двигатель Sidevalve сочетался в паре с трёхступенчатой трансмиссией. Также было применено несколько способов повышения производительности за счёт модификаций трансмиссий; замена шестерён с близким передаточным отношением, установленных на коробке передач, передач с повышенным передаточным отношением, установленных за оригинальной коробкой передач, и корончатых передач с более высоким передаточным отношением, установленных на дифференциале задней оси.